# Johann Baptist Pendl

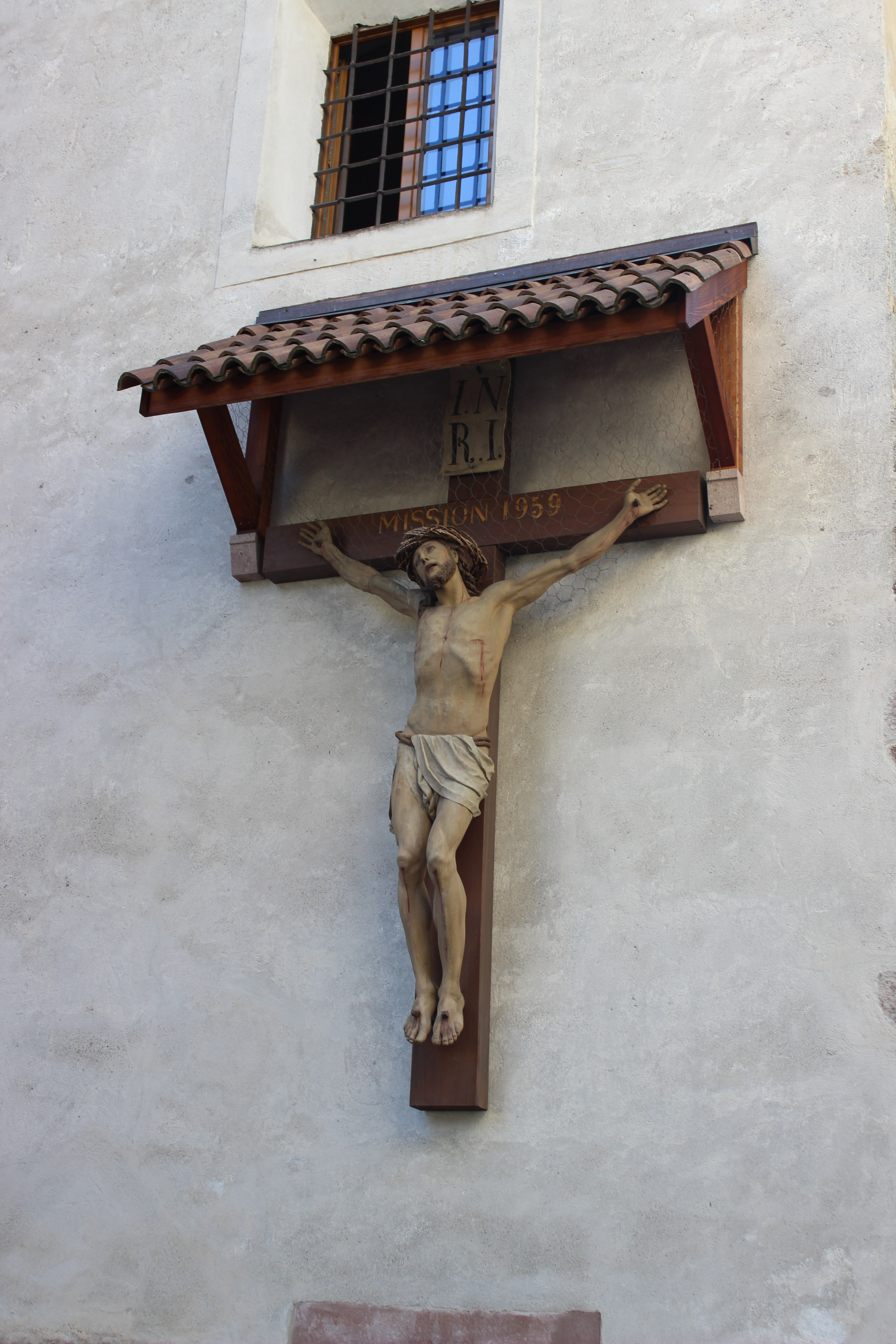
Passionskreuz an der Ostseite von St. Nikolaus in Meran

Johann Baptist Pendl (* 22. Juni 1791 in Aschau im Zillertal; † 14. März 1859 in Meran) war ein Tiroler Bildhauer.

## Leben
Nach einer Ausbildung in den Jahren 1803 bis 1809 bei Franz Xaver Nißl und Franz Serafikus Nißl in Fügen absolvierte er ein Studium an der Akademie der bildenden Künste Wien bei Josef Klieber und Leopold Kiesling. Er wirkte als Mitarbeiter von Franz Anton von Zauner. 1813 ließ sich Pendl in Meran nieder und arbeitete hauptsächlich in Holz. Er ist der Vater von Franz Xaver Pendl, einer seiner Schüler war Anton Kob.

## Werk (Auswahl)
- Aschau im Zillertal, Pfarrkirche Maria vom Siege: Kruzifix[1]
- Bozen, Pfarrkirche Maria Himmelfahrt: Beichtstühle 1835
- Imst, Kapuzinerkirche: Figur der Immaculata[2]
- Kaltern, Franziskanerkirche St. Claudia, Kruzifix[3]
- Lana, St. Johannes Nepomuk, Kruzifix[4]
- Mals, Burgeis, Abtei Marienberg, Stiftskirche, Hochaltar, Figuren und Tabernakelrelief[5]
- Martell, Pfarrkirche St. Walburg, Seitenaltar, Immaculata[6]
- Meran St. Nikolaus: Missionskreuz, gestiftet vom damaligen Dekan Johann Nepomuk von Tschiderer[7]
- Partschins, Pfarrkirche, Relief, Gnadenbild Hl. Josef[8]
- Schnals, St. Katharina, Gnadenaltar[9]
- Thaur, Friedhofskapelle: Kruzifix und Christus im Grabe[10]
- Thaur, Kalvarienberg: Christus im Grabe[11]
- Völs, Wegkreuz bei der Dorfstraße 55[12]